# La Bâtie-Rolland
La Bâtie-Rolland är en kommun i departementet Drôme i regionen Auvergne-Rhône-Alpes i sydöstra Frankrike. Kommunen ligger i kantonen Marsanne som tillhör arrondissementet Nyons. År 2022 hade La Bâtie-Rolland 1 068 invånare.

## Befolkningsutveckling
Antalet invånare i kommunen La Bâtie-Rolland
Referens:INSEE